# Charles Duncombe, I barone Feversham
Charles Duncombe, I barone Feversham (5 dicembre 1764 – 16 luglio 1841), è stato un politico inglese.

## Biografia
Era il figlio di Charles Slingsby Duncombe, e di sua moglie, Isabel Soulby. Studiò alla Harrow School.

## Carriera
Feversham fu nominato Alto Sceriffo dello Yorkshire nel 1790. Fu eletto alla Camera dei Comuni per Shaftesbury (1790-1796), Aldborough (1796-1806), Heytesbury (1812-1816) e Newport (1818-1826). Tuttavia, non ha mai ricoperto cariche ministeriali. Nel 1826 fu elevato alla nobiltà come Barone Feversham, di Duncombe Park.

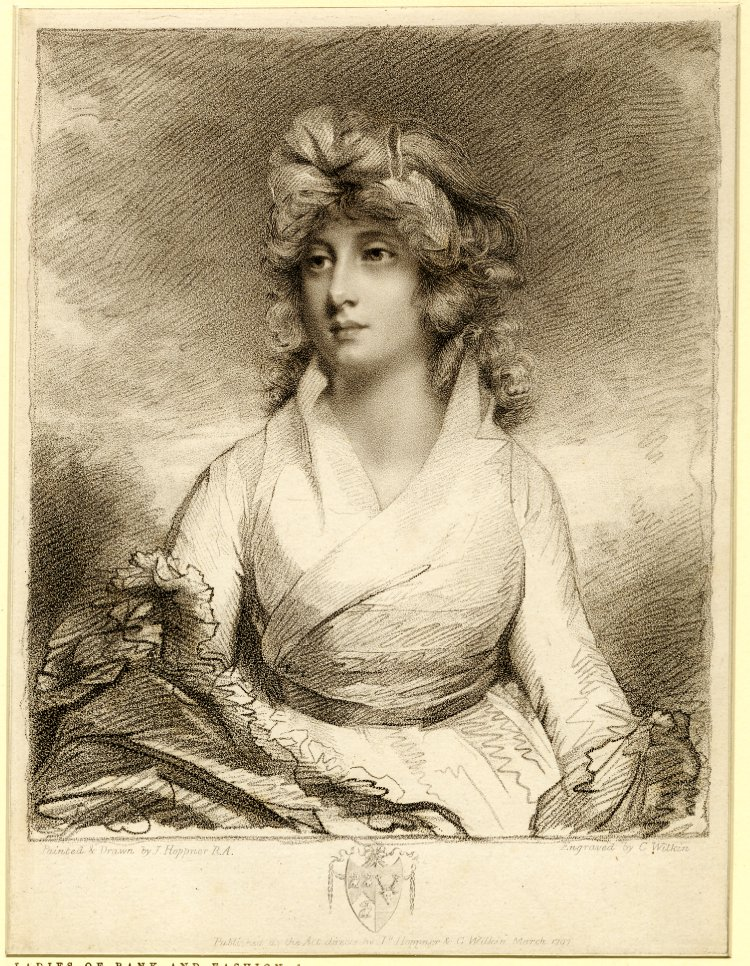
Lady Charlotte Legge

## Matrimonio
Sposò, il 24 settembre 1795, Lady Charlotte Legge (?-5 novembre 1848), figlia di William Legge, II conte di Dartmouth.. Ebbero otto figli:
- Charles Duncombe (1796-1819);
- William Duncombe, II barone Feversham (14 gennaio 1798-11 febbraio 1867);
- Henry Duncombe (25 agosto 1800-1 ottobre 1832), sposò Lucy Elizabeth Sykes, non ebbero figli;
- Frances Duncombe (?-15 giugno 1881), sposò Sir Thomas Legard, ebbero quattro figli;
- Arthur Duncombe (24 marzo 1806-6 febbraio 1889), sposò Delia Field, ebbero sette figli;
- Louisa Duncombe (?-18 novembre 1852), sposò John Scott, II conte di Eldon, ebbero sette figli;
- Augustus Duncombe (2 novembre 1814-26 gennaio 1880), sposò Lady Harriet Douglas, ebbero due figli;
- Octavius Duncombe (8 aprile 1817-3 dicembre 1879), sposò Lady Emily Campbell, ebbero due figli.

## Morte
Morì il 16 luglio 1841, all'età di 76 anni, e gli successe nella baronia il figlio William.